# Canyon County
Canyon County ist ein County im Bundesstaat Idaho der Vereinigten Staaten. Der Verwaltungssitz (County Seat) ist Caldwell.

## Geographie
Das County liegt im Südwesten von Idaho, grenzt im Westen an Oregon und hat eine Fläche von 1563 Quadratkilometern, wovon 36 Quadratkilometer Wasserfläche sind. Es grenzt im Uhrzeigersinn an folgende Countys: Payette County, Gem County, Ada County und Owyhee County. Es liegt vollständig in der Ebene der Snake River Plain.

## Geschichte
Canyon County wurde am 7. März 1891 aus Teilen des Ada County gebildet. Frühe Einwanderer zogen Richtung Westküste durch dieses County, da der Oregon Trail hier durchführte.
44 Bauwerke und Stätten des Countys sind im National Register of Historic Places eingetragen.

## Demografische Daten
Nach der Volkszählung im Jahr 2000 lebten im Canyon County 131.441 Menschen in 45.018 Haushalten und 33.943 Familien. Die Bevölkerungsdichte betrug 86 Personen pro Quadratkilometer. Ethnisch betrachtet setzte sich die Bevölkerung zusammen aus 83,10 Prozent Weißen, 0,32 Prozent Afroamerikanern, 0,85 Prozent amerikanischen Ureinwohnern, 0,80 Prozent Asiaten, 0,13 Prozent Bewohnern aus dem pazifischen Inselraum und 12,17 Prozent aus anderen ethnischen Gruppen; 2,62 Prozent stammten von zwei oder mehr Ethnien ab. 18,61 Prozent der Bevölkerung waren spanischer oder lateinamerikanischer Abstammung.
Von den 45.018 Haushalten hatten 39,8 Prozent Kinder unter 18 Jahren, die bei ihnen lebten. 60,7 Prozent davon waren verheiratete, zusammenlebende Paare. 10,1 Prozent waren allein erziehende Mütter und 24,6 Prozent waren keine Familien. 19,8 Prozent waren Singlehaushalte und in 8,4 Prozent lebten Menschen mit 65 Jahren oder älter. Die Durchschnittshaushaltsgröße betrug 2,85 und die durchschnittliche Familiengröße war 3,28 Personen.
30,9 Prozent der Bevölkerung waren unter 18 Jahre alt, 10,7 Prozent zwischen 18 und 24 Jahre, 28,3 Prozent zwischen 25 und 44 Jahre, 19,1 Prozent zwischen 45 und 64 Jahre. 11,0 Prozent waren 65 Jahre oder älter. Das Durchschnittsalter betrug 30 Jahre. Auf 100 weibliche Personen kamen 98,7 männliche Personen. Auf 100 Frauen im Alter von 18 Jahren und darüber kamen 96,3 Männer.
Das jährliche Durchschnittseinkommen der Haushalte betrug 35.884 USD, das Durchschnittseinkommen der Familien 40.377 USD. Männer hatten ein Durchschnittseinkommen von 29.418 USD, Frauen 22.044 USD. Das Prokopfeinkommen betrug 15.155 USD. 8,7 Prozent der Familien und 12,0 Prozent der Einwohner lebten unterhalb der Armutsgrenze.

## Orte im County
- Allendale
- Amsco
- Apple Valley
- Bowmont
- Caldwell
- Central Cove
- Deal
- Doles
- Enrose
- Fischer
- Greenleaf
- Huston
- Josephson
- Karcher Junction
- Kings Corner
- Knowlton Heights
- Maddens
- Melba
- Middleton
- Midway
- Moss
- Nampa
- Notus
- Parma
- Riverside
- Rookstool Corner
- Roswell
- Sand Hollow
- Simplot
- Sunnyslope
- Swartz Corner
- Tiegs Corner
- Underkoflers Corner
- Walters Ferry
- Warrens
- Weitz
- Westma
- Wilder